# Paul Keres
Paul Keres (7. ledna 1916 – 5. června 1975) byl estonský šachový velmistr.
Keres několikrát velmi těsně propásl příležitost stát se mistrem světa. V roce 1938 zvítězil v turnaji AVRO, které bylo výchozím bodem pro jednání o následujícím zápasu mistrovství světa proti Alexandru Alechinovi, zápas se ale nikdy neuskutečnil kvůli 2. světové válce.
Po válce byl ve finále turnaje kandidátů čtyři po sobě následující období. Díky této statistice je některými znalci považován za nejsilnějšího šachistu všech dob, který nikdy nezískal titul mistra světa. Jeho přezdívka proto byla Korunní princ šachu.

## Statistiky, turnaje, výsledky zápasů

### Turnaje
| Rok     | Turnaj                                                                | Místo     | Poznámky                                                                             |
| ------- | --------------------------------------------------------------------- | --------- | ------------------------------------------------------------------------------------ |
| 1935    | Šachová Olympiáda 1935                                                | –         | +11−5=3 na první šachovnici Estonska                                                 |
| 1935    | Helsinky                                                              | 2.        | zvítězil Frydman                                                                     |
| 1936    | Nauheim                                                               | 1.–2.     | dělené 1. místo s Aljechinem                                                         |
| 1936    | Drážďany                                                              | 8.–9.     | zvítězil Aljechin                                                                    |
| 1936    | Zandvoort                                                             | 3.–4.     | zvítězil Fine                                                                        |
| 1937    | Margate                                                               | 1.–2.     | dělené 1. místo s Finem                                                              |
| 1937    | Ostende                                                               | 1.–3.     | dělené 1. místo s Grobem a Finem                                                     |
| 1937    | Praha                                                                 | 1.        | před Zinnerem                                                                        |
| 1937    | Vídeň                                                                 | 1.        |                                                                                      |
| 1937    | Kemeri (Jūrmala)                                                      | 4.–5.     | zvítězili na děleném 1. místě Reshevsky, Flohr a Petrovs                             |
| 1937    | Pärnu                                                                 | 2.–4.     | zvítězil Schmidt                                                                     |
| 1937    | Šachová olympiáda 1937                                                | –         | individuální stříbrná medaile (+9−2=4) na první šachovnici Estonska                  |
| 1937    | Semmering/Baden-Baden                                                 | 1.        | před Finem                                                                           |
| 1937/38 | Hastings                                                              | 2.–3.     | zvítězil Reshevsky                                                                   |
| 1938    | Noordwijk                                                             | 2.        | zvítězil Eliskases                                                                   |
| 1938    | AVRO                                                                  | 1.–2.     | dělené 1. místo s Finem, před Botvinnikem                                            |
| 1939    | Leningrad/Moskva                                                      | 12.–13.   | zvítězil Flohr                                                                       |
| 1939    | Margate                                                               | 1.        | před Capablancou a Flohrem                                                           |
| 1939    | Šachová olympiáda 1939                                                | –         | +12−2=5 na první šachovnici Estonska, týmová bronzová medaile                        |
| 1939    | Buenos Aires                                                          | 1.–2.     | dělené 1. místo s Najdorfem                                                          |
| 1940    | Mistrovství Sovětského svazu v šachu                                  | 4.        | zvítězili Lilienthal a Bondarevsky                                                   |
| 1941    | Mistrovství Sovětského svazu v šachu                                  | 2.        | za Botvinnikem                                                                       |
| 1942    | Mistrovství Estonska v šachu, Tallinn                                 | 1.        | +15−0=0                                                                              |
| 1942    | Salcburk                                                              | 2         | za Aljechinem                                                                        |
| 1942    | Mistrovství Evropy v šachu, Mnichov                                   | 2.        | za Aljechinem                                                                        |
| 1943    | Praha                                                                 | 2.        | za Aljechinem                                                                        |
| 1943    | Poznaň                                                                | 1.        | před Grünfeldem                                                                      |
| 1943    | Salcburk                                                              | 1.–2.     | dělení 1. – 2. místa s Aljechinem                                                    |
| 1943    | Tallinn                                                               | 1.        | Estonian Championship +6−1=4                                                         |
| 1943    | Madrid                                                                | 1.        |                                                                                      |
| 1944    | Lidköping                                                             | 2.        | Swedish Championship                                                                 |
| 1944/45 | Riga                                                                  | 1.        | Baltic Championship                                                                  |
| 1946    | Tbilisi                                                               | 1.        | Georgian Championship                                                                |
| 1947    | Pärnu                                                                 | 1.        |                                                                                      |
| 1947    | Mistrovství Sovětského svazu v šachu                                  | 1.        |                                                                                      |
| 1947    | Moskva                                                                | 6.–7.     |                                                                                      |
| 1948    | Mistrovství světa v šachu 1948                                        | 3.–4.     | vyhrál Botvinnik                                                                     |
| 1949    | Mistrovství Sovětského svazu v šachu                                  | 8.        |                                                                                      |
| 1950    | Turnaj kandidátů mistrovství světa v šachu 1951, Budapešť             | 4.        | 1. místo dělili Bronštejn a Boleslavskij                                             |
| 1950    | Szczawno-Zdrój                                                        | 1.        |                                                                                      |
| 1950    | Mistrovství Sovětského svazu v šachu                                  | 1.        |                                                                                      |
| 1951    | Mistrovství Sovětského svazu v šachu                                  | 1.        |                                                                                      |
| 1952    | Mistrovství Sovětského svazu v šachu                                  | 10.–11.   | zvítězil Botvinnik                                                                   |
| 1952    | Budapešť                                                              | 1.        |                                                                                      |
| 1952    | Šachová olympiáda 1952                                                | –         | +3−2=7 na první šachovnici SSSR, týmová zlatá medaile                                |
| 1953    | Turnaj kandidátů mistrovství světa v šachu 1954, Curych               | 2.–4.     | zvítězil Smyslov                                                                     |
| 1954    | Šachová olympiáda 1956                                                | –         | individuální zlatá medaile (+13−0=1) na čtvrté šachovnici SSSR, týmová zlatá medaile |
| 1954/55 | Hastings                                                              | 1.–2.     | dělené 1. místo se Smyslovem                                                         |
| 1955    | Mistrovství Sovětského svazu v šachu                                  | 7.–8.     | zvítězil Geller                                                                      |
| 1955    | Mezipásmový turnaj kandidátů mistrovství světa v šachu 1957, Göteborg | 2.        | zvítězil Bronštejn                                                                   |
| 1956    | Turnaj kandidátů mistrovství světa v šachu 1957, Amsterodam           | 2.        | zvítězil Smyslov                                                                     |
| 1956    | Šachová olympiáda 1956                                                | –         | individuální zlatá medaile (+7−0=5) na třetí šachovnici SSSR, zlatá týmová medaile   |
| 1956    | Moskva                                                                | 7.–8.     |                                                                                      |
| 1957    | Mistrovství Sovětského svazu v šachu                                  | 2.–3.     | zvítězil Tal                                                                         |
| 1957    | Mar del Plata                                                         | 1.        |                                                                                      |
| 1957    | Santiago de Chile                                                     | 1.        |                                                                                      |
| 1957/58 | Hastings                                                              | 1.        |                                                                                      |
| 1958    | Šachová olympiáda 1958                                                | –         | individuální zlatá medaile (+7−0=5) na třetí šachovnici SSSR, zlatá týmová medaile   |
| 1959    | Mistrovství Sovětského svazu v šachu                                  | 7.–8.     | zvítězil Petrosian                                                                   |
| 1959    | Curych                                                                | 3.–4.     | zvítězil Tal                                                                         |
| 1959    | Bled/Bělehrad/Záhřeb                                                  | 2         | Caidates Tournament, zvítězil Tal                                                    |
| 1959/60 | Stockholm                                                             | 3         |                                                                                      |
| 1960    | Šachová olympiáda 1960                                                | –         | individuální zlatá medaile (+8−0=5) na třetí šachovnici SSSR, týmová zlatá medaile   |
| 1961    | Curych                                                                | 1.        |                                                                                      |
| 1961    | Bled                                                                  | 3.–5.     | zvítězil Tal                                                                         |
| 1961    | Mistrovství Sovětského svazu v šachu                                  | 8.–11.    |                                                                                      |
| 1962    | Turnaj kandidátů Mistrovství světa v šachu 1963, Curaçao              | 2.–3.     | zvítězil Petrosian                                                                   |
| 1962    | Šachová olympiáda 1962                                                | −         | individuální bronzová medaile (+6−0=7) na 4. šachovnici SSSR, týmová zlatá medaile   |
| 1963    | Los Angeles                                                           | 1.–2.     | dělené 1. místo s Petrosianem                                                        |
| 1964    | Hoogovens tournament, Beverwijk                                       | 1. – 2.   | dělení 1. místa s Neiem                                                              |
| 1964    | Buenos Aires                                                          | 1.–2.     | dělené 1. místo s Petrosianem                                                        |
| 1964    | Šachová olympiáda 1964                                                | −         | individuální zlatá medaile (+9−1=2) na 4. šachovnici SSSR, týmové zlato              |
| 1964/65 | Hastings                                                              | 1.        |                                                                                      |
| 1965    | Mariánské Lázně                                                       | 1.–2.     | dělení 1. místo s Hortem                                                             |
| 1965    | Mistrovství Sovětského svazu v šachu                                  | 6.        | zvítězil Stein                                                                       |
| 1966/67 | Stockholm                                                             | 1.        |                                                                                      |
| 1967    | Moskva                                                                | 9.–12.    |                                                                                      |
| 1967    | Winnipeg                                                              | 3.–4.     |                                                                                      |
| 1968    | Bamberg                                                               | 1.        |                                                                                      |
| 1969    | Hoogovens tournament, Beverwijk                                       | 3.–4.     | za Botvinnikem a Gellerem                                                            |
| 1969    | Tallinn                                                               | 2.–3.     |                                                                                      |
| 1970    | Budapešť                                                              | 1.        |                                                                                      |
| 1971    | Amsterdam                                                             | 2.–4.     |                                                                                      |
| 1971    | Pärnu                                                                 | 2.–3.     |                                                                                      |
| 1971    | Tallinn                                                               | 3.–6.     |                                                                                      |
| 1972    | Sarajevo                                                              | 3.–5.     |                                                                                      |
| 1972    | San Antonio                                                           | 5.        | o 1. místo se dělili Karpov, Petrosian a Portisch                                    |
| 1973    | Tallinn                                                               | 3.–6.     |                                                                                      |
| 1973    | Dortmund                                                              | 6.–7.     |                                                                                      |
| 1973    | Mezipásmový turnaj mistrovství světa v šachu 1975, Petrópolis         | 12. – 13. | zvítězil Mecking                                                                     |
| 1973    | Mistrovství Sovětského svazu v šachu                                  | 9.–12.    | zvítězil Spasskij                                                                    |
| 1975    | Tallinn                                                               | 1.        |                                                                                      |
| 1975    | Vancouver                                                             | 1.        |                                                                                      |

### Zápasy
| Rok     | Soupeř             | Výsledek |
| ------- | ------------------ | -------- |
| 1935    | Gunnar Friedemann  | +2 −1 =0 |
| 1935    | Feliks Kibbermann  | +3 −1 =0 |
| 1936    | Paul Felix Schmidt | +3 −3 =1 |
| 1938    | Gideon Ståhlberg   | +2 −2 =4 |
| 1939/40 | Max Euwe           | +6 −5 =3 |
| 1944    | Folke Ekström      | +4 −0 =2 |
| 1956    | Wolfgang Unzicker  | +4 −0 =4 |
| 1962    | Jefim Geller       | +2 −1 =5 |
| 1965    | Boris Spasskij     | +2 −4 =4 |
| 1970    | Borislav Ivkov     | +2 −0 =2 |

### Skóre s některými významnými velmistry
Započítávány pouze oficiální turnaje a zápasové partie.
- Alexandr Aljechin: +1 −5 =8
- Michail Botvinnik: +3 −8 =9
- David Bronštejn: +4 −6 =18
- José Raúl Capablanca: +1 −0 =5
- Max Euwe: +11 −7 =9
- Reuben Fine: +3 −1 =8
- Bobby Fischer: +3 −4 =3
- Jefim Geller: +8 −7 =21
- Anatolij Karpov: +0 −0 =2
- Viktor Korčnoj: +4 −1 =12
- Bent Larsen: +2 −0 =4
- Tigran Petrosjan: +3 −3 =27
- Lajos Portisch: +1 −4 =3
- Vasilij Smyslov: +8 −10 =21
- Boris Spasskij: +3 −5 =29
- Michail Tal: +8 −4 =20